# Мария де Медичи
Вижте пояснителната страница за други личности с името Мария де Медичи.
Мария де Мèдичи (на италиански: Maria de' Medici, на френски: Marie de Médicis; * 25 април 1575, Флоренция, Велико херцогство Тоскана, † 3 юли 1642, Кьолн, Курфюрство Кьолн, Свещена римска империя) е италианска (тосканска) аристократка от Дом Медичи, кралица на Франция, втора съпруга (от 1600 г.; коронясана през 1610 г.) на френския крал Анри IV. Останала вдовица през 1610 г., тя става регентка на Франция на сина си Луи XIII до пълнолетието му на 28 септември 1614 г. На 2 октомври 1614 г. оглавява Кралския съвет, който ръководи до 1617 г., когато Луи XIII концентрира властта в ръцете си.

## Произход
Мария е шестото дете и дъщеря на великия херцог на Тоскана Франческо I де Медичи (* 1549, † 1587) и на съпругата му ерцхерцогинята на Австрия Йохана Австрийска (* 1547, † 1578). Нейни дядо и баба по бащина линия са Козимо I де Медичи, първи Велик херцог на Тоскана, и Елеонора ди Толедо, а по майчина – император Фердинанд I и Анна Ягелонина от Унгария и Бохемия. Има един брат и пет сестри:
- Елеонора Мария (* 1566, † 1611), херцогиня на Мантуа и Монферат като съпруга на Винченцо I Гонзага
- Ромола (* 1568, † 1568)
- Анна (* 1569, † 1584)
- Изабела (* 1571, † 1572)
- Лукреция (* 1572, † 1574)
- Филипо (* 1577, † 1582), наследник на Великото херцогство на Тоскана, велик принц на Тоскана

Има и един полубрат от втория брак на баща си.

## Ранни години
Когато Мария е на две години, майка ѝ умира при раждане и баща ѝ се жени за любовницата си Бианка Капело, която става Велика херцогиня. Двете оцелели дъщери на херцога – Мария и Еленора, са отгледани в Палацо Пити заедно с Вирджинио Орсини – син на сестрата на херцога Изабела де Медичи. Мария изучава природни науки, математика, философия, астрономия и изкуство. Единствените приятели на Мария от детството ѝ са сестрите ѝ Анна и Елеонора, и брат ѝ Филипо. Анна и Филипо умират в ранна възраст, оставяйки Мария с единствената си сестра Елеонора, която по-късно се омъжва за Винченцо I Гондзага, херцог на Мантуа. След женитбата на Елеонора през 1584 г., братовчедът на Мария Вирджинио Орсини става приятел на Мария в детството. Мащехата ѝ Бианка Капело води Дианора Дори, която получава името Елеонора, в двореца като компаньонка на Мария. Малко по-голямото от Мария момиче успява толкова да се сприятели с нея, че тя не взима решение без да се консултира с Елеонора.
На 19 октомври 1587 г. херцог Франческо I и Бианка Капело умират един след друг в рамките на няколко часа. Осиротялата 12-годишна Мария става най-богатата наследница в Европа. Престолът на Тоскана е зает от нейния чичо Фердинандо I, който се жени за Кристина Лотарингска, внучка на френската кралица Катерина де Медичи. Въпреки желанието на Фердинандо I да се сдобие с наследник, той нарежда племенниците му да получат добро образование. Мария харесва научните дисциплини, особено естествените науки, обича скъпоценните камъни. В същото време, като дълбоко набожна, тя няма широта на ума и зависи от мнението на обкръжението. Мария се запознава с художниците на Флоренция и взема уроци от Якопо Лигоци. Учи и музика (свири на лютня и китара), танци и участва в домашните театрални постановки.
Мария е високо, привлекателно момиче за времето си – със снежнобяло лице, малки очи и кестенява коса. Богатството ѝ я прави привлекателна булка, от която се интересува например херцогът на Лотарингия Франц II, по-малкият брат на Кристина Лотарингска, леля и настойничка на младата Мария. Предпочитаният кандидат обаче е френският крал Анри IV.

## Кралица на Франция
През 1599 г. френският крал Анри IV, след анулирането на брака с бездетната Маргьорит дьо Валоа и смъртта на официалната му любовница Габриел д'Естре, за която иска да се ожени, влиза в преговори с представителя на Фердинандо I де Медичи за възможен брак с племенницата му Мария де Медичи, която по това време е на 24 г. Дядото на Мария, Козимо де Медичи, е втори братовчед на френската кралица Катерина де Медичи, бившата тъща на Анри IV. Бракът отговаря на династичните и финансовите интереси на Анри, който няма официално потомство на първи крал от династията на Бурбоните: Мария де Медичи обаче е внучка на императора на Свещената римска империя Фердинанд I, а семейството ѝ е кредитор на френския крал, като обещава зестра от 600 000 златни екю (2 млн. ливри, от които 1 млн. за погасяване на дълга на Франция към Банката на Медичите). Поради това кралицата получава прякора „Дебелата банкерка“ (на фр.: la grosse banquière) от нейната съперница – любовницата на краля Катрин Анриет дьо Балзак д'Антраг.
Брачният договор е подписан в Париж през март 1600 г., а официалните церемонии са организирани в Тоскана и Франция от октомври до декември същата година: бракът чрез пълномощник е сключен на 5 октомври във флорентинската катедрала Санта Мария дел Фиоре; кралят е представляван от Роже II дьо Сен Лари дьо Белгард. На 23 октомври кралицата, придружена от свита от 2000 души, напуска Ливорно за Марсилия, където пристига на 3 ноември. Тук тя е посрещната от Антоанет дьо Пон, маркиза на Гершвил, бъдеща дама на кралицата. Самият крал обаче сякаш не бърза за среща, което подразва гордата Мария. На 3 декември 1600 г. тя достига до Лион, където се среща с Анри на 9 декември. Същата вечер, след вечеря, се състои брачната им нощ. На 17 декември пристига папски легат и провежда религиозна церемония за освещаването на брака в Лионската катедрала.
Още на 27 септември 1601 г. кралицата ражда дофина Луи. Това е първото законно дете, родено в кралското семейство от 30 години: последният път е бил поздравен през 1572 г. при раждането на единствената дъщеря на крал Шарлз IX. През 9-те години брак кралицата ражда 6 деца. Въпреки това съюзът с много деца, който започва успешно, не е безоблачен. Влиянието на придворната ѝ дама Елеонора Дори Галигай и нейния съпруг Кончино Кончини над кралицата е особено ненавистно за Анри IV. Мария де Медичи пък е ревнива и ядосана на постоянните изневери на съпруга си, който не изоставя навиците си и си позволява да настани своя метреса близо до апартамента на жена си, а освен това постоянно се грижи за своите незаконни деца, давайки им земи и титли. Освен това кралицата е недоволна от отпуснатите ѝ оскъдни финансови ресурси: след като носи на съпруга си огромна зестра, тя смята, че има право да изисква лукс, съответстващ на нейния ранг. Тя поисква да бъде коронясана, но Анри IV по различни причини, включително политически, забавя тази стъпка. Въпреки това, на 13 май 1610 г. кралят напуска бойното поле на Войната за клевското наследство, за да короняса Мария в базиликата Сен Дени. Това би дало на кралицата повече легитимност в случай на регентство в отсъствието на краля. На следващия ден католическият фанатик Франсоа Раваяк убива краля, което веднага събужда подозрение за заговор с участието на кралицата, особено след като херцог д'Епернон, най-верният от нейните лица, познава убиеца и е негов защитник.

### Регентство
Овдовялата кралица става регентка на 8-годишния си син, крал Луи XIII. Първоначално нищо не пречи на нейната сила, която тя използва, за да отдаде си отдаде дължимото: разработва строг дворцов етикет, заимстван от Испания, заобикаля се с лукс, покровителства изкуствата и обича да колекционира.
Кралицата се оттегля от политиката на съпруга си, води происпанска и проиталианска политика, привличайки подкрепата на религиозна партия. Анри IV е планирал да ожени сина си за Никол Лотарингска, наследница на Херцогство Лотарингия, за да разшири границите на Франция до Вогезите чрез брачно споразумение. Но Мария де Медичи влиза в католически съюз с Испания чрез двоен брак на наследниците на два кралска домове: Бурбони и Хабсбурги. Луи XIII ще трябва да се ожени за испанската инфанта Анна Австрийска, а испанският наследник Филип – за френската принцеса Елизабета дьо Бурбон. На 30 април 1611 г. във Фонтенбло влиза в сила брачният договор.
Политиката на кралицата предизвика безпокойство у поданиците. Хугенотите са притеснени от сближаването на кралицата с Католическата църква и с краля на Испания Филип III, аристократите са възмутени от възхода и забогатяването на фаворитите на кралицата – дългогодишната ѝ приятелка Елеонора Дори (Галигай) и нейния съпруг Кончино Кончини. Много благородници напускат двора. Заговорниците, начело с Анри II дьо Бурбон, принц по кръв, планират елиминирането на Кончини и съпругата му.
На 15 май 1614 г., съгласно Договора от Сент Мену, кралицата свиква Генералните щати в Париж. Принцът на Конде обаче не успява да организира опозиция срещу кралицата и тя успява да поддържа съюз с Испания, за да осигури изпълнението на тезите на Трентския събор. Данъчната реформа на полет и поземления налог се проваля. Въпреки факта, че духовенството действа като арбитър между третото съсловие и благородниците, те не успяват да се договорят. Когато представителят на третото съсловие Анри дьо Мес казва, че всички присъстващи всъщност са деца на една майка – Франция, някакъв благородник отговаря, че не иска да бъде брат на сина на обущар. Подобна опозиция довежда до решението за разпускане на Генералните щати.
Регентството завършва с официалното провъзгласяване на пълнолетието на краля на 2 октомври 1614 г. Но Мария де Медичи оглавява Кралския съвет на Франция, като на практика запазва властта. На 28 ноември 1615 г. Луи XIII се жени за Анна Австрийска.
Година след разпускането на Генералните щати принцът на Конде, в резултат на интриги и заплахи за бунт, успява да получи достъп до Кралския съвет, постига плащането на сума от 1,5 млн. ливри за него и прехвърлянето на Гийен към него, съгласно Лудьонския мирен договор от 3 май 1616 г. Въпреки това непрекъснато нарастващите искания на Конде принуждават Мария на 1 септември 1616 г. да нареди неговия арест и затваряне в Бастилията. Опозицията е водена от херцога на Невер Карло I Гондзага. На 25 ноември 1616 г. бъдещият кардинал Ришельо е назначен за държавен секретар по военните и външните работи по предложение на кралицата.
Отношенията на Мария де Медичи със сина ѝ са сложни. Официално пълнолетен, женен крал всъщност е отстранен от държавните дела, което предизвиква недоволството му. Подкрепен от своя фаворит, херцог Шарл дьо Луин, кралят дава съгласието си за убийството на Кончино Кончини на 24 април 1617 г., което е извършено. Лишена от подкрепата на своя фаворит, Мария не може да устои на законните претенции на сина си за независимо управление. Той изпраща майка си в Замъка в Блоа. След кралицата майка нейният съветник и изповедник – бъдещият кардинал Ришельо, е изпратен в изгнание.

### Последни години
През февруари 1619 г. Мария бяга от Замъка в Блоа в Ангулем, но впоследствие се помирява със сина си (Ангулемски договор) и след смъртта на Люин (1621) се връща в Париж, където отново застава начело на Държавния съвет. През този период тя поръчва галерия от 24 платна на Рубенс, за да украси нейната резиденция – Люксембургския дворец, която трябва да улови етапите от нейния живот.
В опит да възвърне позицията си на владетелка, Мария, използвайки цялото си влияние, подкрепя кариерата на Херцога на Ришельо, който е направен кардинал през 1622 г. и става член на Кралския съвет през 1624 г. Нейното протеже обаче решава да заложи на Луи и напълно преминава на страната на сина ѝ. Политиката на Ришельо, в контекста на от Тридесетгодишната война (виждаща империята противопоставена на германските и европейските протестантски страни), насочена към противопоставянето на протестантите на вътрешния фронт (обсадата на Ла Рошел), но враждебна към империята на външния фронт, скоро се оказва против традиционното прохабсбургско обръщане на Мария и сваля всички консолидирани дотогава испански съюзи. Мария се опитва да се противопостави по всякакъв начин, дори прибягва до организирането на заговор срещу Ришельо заедно със сина си Гастон и други членове на благородничеството (т. нар. Parti dévot, т.е. Предана партия).
След провала на заговора през 1630 г. Мария де Медичи губи всякаква власт. На Деня на излъганите (на фр.: journée des dupes), т.е. краткия период между неделя 10 и понеделник 11 ноември 1630 г., френският крал Луи XIII, против всички очаквания, потвърждава отново доверието си в своя министър кардинал Ришельо, елиминирайки политическите си опоненти и принуждавайки майка си Мария на изгнание. В началото на 1631 г. тя е по домашен арест в Компиен, а през юли е изпратена в Брюксел. След това Мария де Медичи отива в Англия, а после в Амстердам, където е тържествено посрещната. След като отива в Кьолн, умира сама в къщата на Рубенс на 3 юли 1642 г. Погребана е в Базилика „Сен Дени“ близо до Париж.
Доста често в описанията на характера на Мария де Медичи се споменава любовта ѝ към нейния папагал, който тя отглежда до края на живота си. Преди смъртта си тя завещава своя домашен любимец на кардинал Ришельо.

## Брак и потомство
Мария и Анри IV имат шест деца:
- Луи (* 27 септември 1601, Фонтенбло, Кралство Франция; † 14 май 1643, Сен Жармен ан Ле, пак там), дофин на Франция, крал на Франция като Луи XIII (1610 – 1643), съпруг на Анна Австрийска, от която има двама сина.
- Елизабета (* 22 ноември 1602, Фонтенбло, Кралство Франция; † 6 октомври 1644, Мадрид, Кралство Испания), кралица на Испания и Португалия като съпруга на Филип IV, от когото има седем деца.
- Мария Кристина (* 10 февруари 1606, Париж, Кралство Франция; † 27 декември 1663, Торино, Савойско херцогство) – херцогиня на Савоя, титулярна кралица на Кипър и Йерусалим като съпруга на Виктор Амадей I Савойски, от когото има седем деца.
- Никола Анри (* 16 април 1607, Фонтенбло, Кралство Франция; † 17 ноември 1611, замък на Сен Жармен ан Лай), херцог на Орлеан (1626 – 1660), съпруг на Мария дьо Бурбон-Монпансие, от която има 1 дъщеря, и на Маргарита Лотарингска, от която има пет деца.
- Гастон Жан Батист (* 25 април 1608, Фонтенбло, Кралство Франция; † 2 февруари 1660, Блоа, пак так), херцог на Орлеан и на Анжу, граф на Шартър и на Блоа;
- Хенриета-Мария (* 25 ноември 1609, Париж, Кралство Франция; † 10 септември 1669, Коломб, пак там), кралица на Англия като съпруга на Чарлз I, от когото има девет деца (сред които Чарлз II и Джеймс II).

- Портрети на децата на Мария
- Луи XIII
- Елизабет
- Мария-Кристина
- Никола Анри
- Гастон Жан Батист
- Хенриета-Мария

## Памет
Париж дължи на Мария де Медичи:
- Люксембургския дворец
- Галерията на Медичите в Лувъра – поредица от картини, представящи живота на Мария де Медичи, поръчани от самата нея на фламандския художник Петер Паул Рубенс през 1622 г., за да украсят нейния Люксембургски дворец в Париж.
- Парк и алея Кур льо Рен (Cours la Reine)
- добри водопроводи[14]
- Фонтанът на Медичите в Люксембургската градина
- Детайл от дамското облекло, въведен в модата от Мария, е кръстен на нея (яка „Медичи“).

- Люксембургски дворец
- Cours-la-Reine
- Фонтан „Медичи“
- Галерия на Медичите
- Франс Пурбус-младши, Мария де Медичи, кралица на Франция (1611 г.) с дантелена яка на Медичи

## Мария де Медичи в киното и телевизията
- 1938 г. – френски игрален филм „Завръщане на Шан-з-Елизе“ (на фр.: Remontons les Champs-Élysées). В ролята на Мария: Жермен Дермо
- 1960 г. – френски игрален филм „Капитанът“ (на фр. Le Capitan). В ролята на Мария: Лиз Деламаре.
- 1977 г. – френски телевизионен сериал „Ришельо“ (на фр.: Richelieu), режисиран от J-P. Decura. В ролята на Мария: Мария Уимър.
- 1988 г. – пиеса „Тримата мускетари" (на англ.: The Three Musketeers) на Дейвид Паунол, Кралски театър (Бристъл). В ролята на Мария: Шиън Уебър.
- 2010 – германски филм „Анри Наварски“ (Henri 4). В ролята на Мария: Габриела Мария Шмайде.